# 19 juillet
Pour les articles homonymes, voir Dix-Neuf-Juillet.
19 juin 19 août
Chronologies thématiques
- Croisades
- Ferroviaires
- Sports
- Disney
- Anarchisme
- Catholicisme

Abréviations / Voir aussi
- (° 1852) = né en 1852
- († 1885) = mort en 1885
- a.s. = calendrier julien
- n.s. = calendrier grégorien
- Calendrier
- Calendrier perpétuel
- Liste de calendriers
- Naissances du jour

Le 19 juillet est le 200e jour de l'année du calendrier grégorien, 201e lorsqu'elle est bissextile, il en reste ensuite 165.
Son équivalent était généralement le 1er thermidor (mois des thermes, des bains), dans le calendrier républicain / révolutionnaire français, officiellement dénommé jour de l'épeautre (la céréale « blé des Gaulois »).

## Événements

### VIIIesiècle
- 711 : bataille du Guadalete, victoire des troupes du califat omeyyade de Damas sur celles du royaume wisigoth qui précipite la chute de ce dernier et permet la conquête de la péninsule ibérique par des musulmans.

### Xesiècle
- 998 : victoire du califat fatimide sur l'Empire byzantin, à la bataille d'Apamée.

### XIIesiècle
- 1195 : bataille d'Alarcos, victoire de Yacoub l'Almohade dit Al-Manzor sur Alphonse VIII, roi de Castille.

### XIVesiècle
- 1333 : bataille de Halidon Hill.
- 1362 : le roi d'Angleterre Édouard III prend la décision d'ériger la Guyenne en principauté d'Aquitaine, et nomme à sa tête le prince de Galles, son fils Édouard de Woodstock dit « le Prince Noir ».

### XVIesiècle
- 1544 : début du siège de Boulogne.
- 1553 : Marie Tudor devient reine d'Angleterre et d'Irlande.

### XVIIIesiècle
- 1744 : bataille de Pierrelongue.
- 1763 : fin du siège de Furiani (débuté le 5 juin).

### XIXesiècle
- 1870 : début de la guerre franco-prussienne.
- 1900 : ouverture au public de la première ligne de métro parisien.

### XXesiècle
- 1916 : début de la bataille de Fromelles, pendant la Première Guerre mondiale.
- 1940 : 
  - victoire alliée (de la Seconde guerre mondiale), à la bataille du cap Spada.
  - Adolf Hitler promeut 12 généraux au rang de maréchaux.
- 1942 : rafle manquée de Nancy, en Lorraine occupée.
- 1947 : assassinat d'Aung San, en Birmanie.
- 1972 : bataille de Mirbat, pendant la guerre du Dhofar.
- 1979 : prise du pouvoir par les sandinistes, au Nicaragua.

### XXIesiècle
- 2012 :
  - début de la bataille d'Alep lors de la guerre civile syrienne.
  - Bako Sahakian est réélu président du Haut-Karabagh à majorité arménienne enclavé en Azerbaïdjan.
  - Résolution n° 2058 (en) du Conseil de sécurité des Nations unies sur la situation à Chypre (dans l'U.E. depuis mai 2004).
- 2021 : l'autorité électorale du Pérou proclame Pedro Castillo président de la République, un mois et demi après la tenue du second tour de l'élection[1].
- 2024 : en Ukraine, la linguiste et femme politique Iryna Farion est assassinée à Lviv[2].

## Arts, culture et religion
- 1937 : inauguration d'une exposition d' art dégénéré à Munich alors nazie.

## Sciences et techniques
- 2024 : une panne informatique mondiale touche les systèmes informatiques d'entreprises utilisant une solution de cybersécurité de la marque CrowdStrike[3].

## Économie et société
- 1976 : création du parc national de Sagarmatha.
- 2013 : un contrôle d’identité d’une femme intégralement voilée dégénère en émeute à Trappes en grande banlieue parisienne.
- 2016 : Ansar Dine et l'Alliance nationale pour la sauvegarde de l'identité peule et la restauration de la justice (l'A.N.S.I.P.R.J.) prennent au Mali la ville de Nampala.
- 2021 : en Irak, un attentat-suicide perpétré par l'État islamique fait plus de 30 morts sur un marché de Sadr City, dans la banlieue de Bagdad[4].
- 2024 : au Bangladesh, au moins 52 personnes meurent lors des manifestations pour la réforme des quotas, ce qui porte le bilan total des victimes à au moins 203 tués[5].

## Naissances

### XIIIesiècle
- 1223 voire 1228 (date possible ce 19) : Baybars (بيبرس  en arabe et par convention), 4e sultan mamelouk d'Égypte et de Syrie issu d'une dynastie d'origine turque de 1260 à sa mort († 1er juillet 1277).

### XVIIesiècle
- 1670 : Olof Celsius, botaniste, théologien et orientaliste suédois († 24 juin 1756).

### XVIIIesiècle
- 1744 : Heinrich Christian Boie, écrivain allemand († 3 mars 1806).
- 1775 : Camille Borghèse, prince romain, général d'Empire, beau-frère de Napoléon Ier († 10 avril 1832).

### XIXesiècle
- 1814 : Samuel Colt, inventeur américain († 10 janvier 1862).
- 1819 : Gottfried Keller, romancier et poète suisse († 15 juillet 1890).
- 1834 :
  - Edgar Degas, peintre français († 27 septembre 1917).
  - Jean-Marie Déguignet, écrivain français († 29 août 1905).
- 1837 : Georg Bühler, indianiste allemand, spécialiste des langues et du droit indiens († 8 avril 1898).
- 1848 : Justin de Selves, homme politique français, deux fois ministre, président du Sénat de 1924 à 1927 († 12 janvier 1934).
- 1849 : 
  - Ferdinand Brunetière, écrivain et critique littéraire français († 9 décembre 1906).
  - Alphonse Aulard, historien français († 23 octobre 1928).
- 1862 : Jean Vincent de Jésus Marie, père carme espagnol († 27 février 1943).
- 1865 : Charles Horace Mayo, médecin américain, cofondateur de la Mayo Clinic († 26 mai 1939).
- 1866 : Henri Hauser, historien et économiste français († 27 mai 1946).
- 1868 : Francesco Saverio Nitti, homme politique italien († 20 février 1953).
- 1879 : Eugène Lanti (Eugène Adam dit), espérantiste français († 17 janvier 1947).
- 1883 : Max Fleischer (animateur), animateur et dessinateur américain († 11 septembre 1972
- 1885 : Aristides de Sousa Mendes, diplomate portugais († 3 avril 1955).
- 1890 : Georges II de Grèce, roi des Hellènes à plusieurs reprises entre 1922 et 1947 († 1er avril 1947).
- 1892 : Dick Irvin, joueur et entraîneur canadien de hockey sur glace († 15 mai 1957).
- 1896 : A. J. Cronin (Archibald Joseph Cronin dit), romancier écossais († 6 janvier 1981).
- 1898 :
  - Herbert Marcuse, philosophe et sociologue américain († 29 juillet 1979).
  - Joaquín Peinado, peintre espagnol († 13 février 1975).
- 1900 : 
  - Arno Breker, sculpteur allemand († 13 février 1991).
  - Pierre Coquelin de Lisle, tireur sportif français, champion olympique († 22 juillet 1980).

### XXesiècle
- 1903 : Robert Dalban, acteur français († 3 avril 1987).
- 1907 : Paul Magloire, homme d'État haïtien († 12 juillet 2001).
- 1914 : Camille Teissonnier, footballeur français défenseur.
- 1916 : Alice Gillig, Guide de France cheftaine et résistante française de réseau doublement militante († 11 novembre 2011).
- 1918 : Yves Jullian, ingénieur, officier des Forces françaises libres, compagnon de la Libération, géologue († 21 septembre 1983).
- 1919 :
  - Lionel Boulet, ingénieur et enseignant universitaire québécois († 1er mai 1996).
  - Robert Pinget, écrivain français († 25 août 1997).
- 1920 : Émile Idée, coureur cycliste français et picard.
- 1921 : Rosalyn Yalow, physicienne américaine, lauréate du prix Nobel de physiologie ou médecine 1977 († 30 mai 2011).
- 1922 : George McGovern, homme politique et ambassadeur américain († 21 octobre 2012).
- 1923 :
  - André Aubert, imitateur français (Don Patillo, † 27 février 2010).
  - Louis Olivier, homme politique belge († 6 janvier 2015).
- 1924 : 
  - Antoine Cuissard, footballeur français († 3 novembre 1997).
  - Martin Patterson « Pat » Hingle, acteur américain († 3 janvier 2009).
- 1925 :
  - Jean-Pierre Faye, écrivain français.
  - Sue Thompson (en) (Eva Sue McKee dite), chanteuse américaine († 23 septembre 2021).
- 1927 : Gaston Poulain, prélat français († 24 octobre 2015).
- 1929 : 
  - Gaston Glock (Gaston Hellmut Glock), ingénieur et homme d'affaires autrichien en armement († 27 décembre 2023).
  - Emmanuel Le Roy Ladurie, historien français († 22 novembre 2023).
  - Halyna Zoubtchenko, artiste peintre et militante sociale ukrainienne († 4 août 2000).
- 1930 : 
  - Commissaire Maigret, personnage de fiction.
- 1933 : 
  - Louis Blanc, joueur de rugby à XV français († 17 décembre 2018).
  - Philippe Essig, haut fonctionnaire, dirigeant d'entreprises et homme politique français.
  - Michel Lévêque, diplomate français.
- 1934 : Francisco Sá Carneiro, 9e premier ministre du Portugal ayant exercé comme tel l'année de son décès († 4 décembre 1980).
- 1935 : Philip Agee, agent de renseignement américain, allemand et grenadin († 7 janvier 2008).
- 1937 :
  - Tiécoro Bagayoko, militaire malien († 26 août 1983).
  - Karen Dalton, chanteuse de folk américaine († 19 mars 1993).
  - Albert Dovecar, soldat français († 7 juin 1962).
  - George Hamilton IV (en), chanteur américain († 17 septembre 2014).
  - Richard Jordan, acteur et producteur américain († 30 août 1993).
- 1938 : Frankie Jordan (Dr Claude Benzaquen dit), chanteur français devenu chirurgien-dentiste et enseignant.
- 1939 : Évelyn Séléna, comédienne et doubleuse vocale française († 25 mars 2025).
- 1940 : Valentin Bibik, compositeur ukrainien († 7 juillet 2003).
- 1941 : Vikki Carr (en), chanteuse américaine.
  - Charles Villeneuve, journaliste français.
- 1943 : Roy D. Bridges, astronaute américain.
- 1945 : 
  - Paule Baillargeon, actrice, réalisatrice et scénariste québécoise.
  - Pierre Dubois, auteur, scénariste de bande dessinée, écrivain, conteur, conférencier, collecteur et elficologue français.
- 1946 :
  - Alan Gorrie, bassiste, guitariste, claviériste et chanteur écossais du groupe Average White Band.
  - Janie Langlois, artiste plasticienne française.
  - Ilie Năstase, joueur de tennis roumain.
- 1947 :
  - André Forcier, réalisateur et scénariste québécois.
  - Bernie Leadon, musicien américain, membre fondateur du groupe Eagles.
  - Brian May, musicien et auteur-compositeur britannique.
- 1948 : Keith Godchaux, claviériste américain du groupe Grateful Dead († 23 juillet 1980).
- 1949 : Daniel Vaillant, homme politique français.
- 1951 : Abel Ferrara, cinéaste américain.
- 1952 : Allen Collins, guitariste et compositeur américain du groupe Lynyrd Skynyrd († 23 janvier 1990).
- 1953 :
  - Howard Schultz, personnalité d'affaire américaine.
- 1954 :
  - Bruno Choël, acteur français, spécialisé dans le doublage.
  - Dominique Paquet, actrice, dramaturge et philosophe française.
  - Julia Suryakusuma, journaliste, autrice et activiste indonésienne.
  - Brad Cooper, nageur australien, champion olympique.
- 1955 :
  - Karen Cheryl (Isabelle Morizet dite), chanteuse, musicienne, actrice et animatrice française.
  - Kiyoshi Kurosawa / 黒沢 清, réalisateur et scénariste japonais.
  - Dalton McGuinty, homme politique canadien.
- 1956 : Richard Z. Sirois, animateur radiophonique et humoriste canadien.
- 1957 :
  - Patrick Berhault, alpiniste et guide de hautes montagnes français († 28 avril 2004).
  - Benoît Duquesne, journaliste français († 4 juillet 2014).
- 1960 : Atom Egoyan, réalisateur, scénariste et producteur canadien d’origine égyptienne.
- 1961 :
  - Hideo Nakata (中田 秀夫), réalisateur japonais.
  - Campbell Scott, acteur, réalisateur et producteur américain.
  - Maria Filatova, gymnaste russe, double championne olympique.
- 1962 : Anthony Edwards, acteur américain.
- 1963 : Emmanuelle Mottaz, chanteuse et actrice française.
- 1964 : Jacky Avril, céiste français, médaillé olympique en slalom.
- 1965 : Scott David Tingle, astronaute américain
- 1966 : David Segui, joueur de baseball américain.
- 1967 :
  - François André, homme politique franco-breton, député († 11 février 2020).
  - Carles Busquets, footballeur espagnol.
  - Jean-François Mercier, scénariste, acteur et producteur québécois.
  - Michael Gier, rameur d'aviron suisse, champion olympique.
- 1969 : 
  - Alain Penaud, joueur de rugby à XV français.
  - Sabine Bau, fleurettiste allemande, championne olympique.
- 1970 :
  - Sinclair (Mathieu Blanc-Francard dit), chanteur français.
  - Brooks Thompson, joueur et entraîneur américain de basket-ball.
- 1971 : 
  - Urs Bühler, ténor suisse d'un groupe Il Divo.
  - Erik Jazet, joueur néerlandais de hockey-sur-gazon, double champion olympique.
  - Irina Kudesova, romancière, journaliste et traductrice franco-russe.
  - Vitali Klitschko : boxeur et responsable politique ukrainien.
- 1972 : Zanele Muholi, photographe et artiste visuelle sud-africaine non-binaire et militante LGBT.
- 1973 :
  - Louis Morissette, humoriste et acteur québécois.
  - Saïd Taghmaoui, acteur français.
- 1974 : Magname Koïta, joueur de rugby à XV sénégalais.
- 1975 : Wax Tailor (Jean-Christophe Le Saoût dit), musicien français.
- 1976 :
  - Benedict Cumberbatch, acteur anglais.
  - Eric Prydz, musicien suédois.
- 1977 : Jean-Sébastien Aubin, joueur québécois de hockey sur glace.
- 1980 : 
  - Xavier Malisse, joueur de tennis belge.
  - Chris Sullivan, acteur américain.
- 1981 : Ahawi Amal Imani, lutteuse marocaine.
- 1982 : Jared Padalecki, acteur américain.
- 1984 : 
  - Ryan O'Byrne, joueur de hockey sur glace canadien.
  - Diana Mocanu, nageuse roumaine, double championne olympique.
- 1985 :
  - LaMarcus Aldridge, basketteur américain.
  - Ekene Ibekwe, basketteur américano-nigérian.
  - Alan Wiggins, basketteur américain.
- 1986 :
  - Charles Lombahe-Kahudi, basketteur franco-congolais.
  - Laurent Pichon, cycliste sur route français.
- 1987 :
  - Jon Jones (MMA), ancien combattant de MMA américain.
- 1989 : Neto, footballeur brésilien.
- 1990 : Aron Pálmarsson, handballeur islandais.
- 1991 : Jean Seri, footballeur ivoirien.
- 1993 : Bjorn Fratangelo, joueur de tennis américain.
- 1994 : Michael Frey, footballeur suisse.
- 1995 : Maria Paseka, gymnaste russe.
- 1996 : Nathaël Julan, footballeur français († 3 janvier 2020).

## Décès

### VIesiècle
- 514 : Symmaque ( / Symmachus né sarde), 51e pape de fin 498 à sa mort, canonisé depuis celle-ci comme saint fêté plus bas (° vers 450 voire 460).

### XIesiècle
- 1096 : Tougorkan, khan polovtse (° date inconnue).

### XIVesiècle
- 1374 : Pétrarque (Francesco Petrarca dit en français), poète et humaniste italien (° 20 juillet 1304).

### XVIesiècle
- 1546 : Pierre Chapot, correcteur d'imprimerie français, brûlé vif à Paris (° non précisée).

### XVIIesiècle
- 1630 : Daniele Crespi, peintre italien (° 1597).

### XVIIIesiècle
- 1749 : Armand Gaston Maximilien de Rohan, prélat français (° 26 juin 1674).

### XIXesiècle
- 1820 : Louis Marion Jacquet, militaire du Premier Empire (° 19 septembre 1769).
- 1836 : Jean Lefebvre de Cheverus, prélat français (° 28 janvier 1768).
- 1841 : Jean-Louis Fournier, homme politique français (° 5 mai 1769).
- 1868 : Soji Okita (沖田 総司), samouraï japonais (° 1844).
- 1871 : Félix Potin, personnalité d'affaire française (° 9 juillet 1820)
- 1882 : Jean-Xavier Gagarine (Ivan Gagarine (Иван Сергеевич Гагарин dit), jésuite d'origine russe (° 1er août 1914).
- 1886 : Cesário Verde, poète portugais (° 25 février 1855).

### XXesiècle
- 1935 : Marthe Hanau, femme d'affaires française (° 1er janvier 1886).
- 1947 : Aung San, militaire et nationaliste birman, père d'Aung San Suu Kyi, tué avec six collègues (° 13 février 1915).
- 1951 : Jacques Sevin, prêtre catholique et vénérable français (° 7 décembre 1882).
- 1965 : Syngman Rhee (이승만 ), homme politique sud-coréen, président de la Corée du Sud de 1948 à 1960 (° 26 mars 1875).
- 1968 :
  - Jack Pierce, maquilleur américain (° 5 mai 1889).
  - Emily Sadka, historienne singapourienne (° 1919).
- 1971 : Romelia Alarcón Folgar, poétesse guatémaltèque (° 27 octobre 1900).
- 1974 : Joe Flynn, acteur américain (° 8 novembre 1924).
- 1975 : Lefty Frizzell (William Orville Frizzell dit), chanteur, guitariste et compositeur américain de musique country (° 31 mars 1928).
- 1981 : Roger Doucet, ténor québécois (° 21 avril 1919).
- 1982 : Hugh Everett, physicien et mathématicien américain (° 11 novembre 1930).
- 1985 : Janusz A. Zajdel, écrivain polonais (° 15 septembre 1938).
- 1992 : Paolo Borsellino, magistrat italien (° 19 janvier 1940).
- 1994 : Victor Barbeau, écrivain, journaliste et enseignant québécois (° 18 août 1896).
- 1997 : Maurice Roche, musicien, écrivain et dessinateur français (° 4 novembre 1924).

### XXIesiècle
- 2002 : Alexandre Ginzbourg (Александр Ильич Гинзбург), journaliste, poète, militant et dissident russe (° 21 novembre 1936).
- 2003 : Elena Caffarena, avocate et féministe chilienne (° 23 mars 1903).
- 2004 :
  - Sylvia Daoust, sculptrice québécoise (° 24 mai 1902).
  - Zenkō Suzuki (鈴木 善幸), homme politique japonais, premier ministre du Japon de 1980 à 1982 (° 11 janvier 1911).
- 2005 :
  - Alain Bombard, médecin et biologiste français (° 27 octobre 1924).
  - Edward Bunker, écrivain, scénariste et acteur américain (° 31 décembre 1933).
- 2006 :
  - Pascal Renwick, acteur français, spécialisé dans le doublage. (°7 décembre 1954).
  - Bertrand Jérôme, journaliste français (° 12 septembre 1926).
  - Gérard Oury, cinéaste français (né en 1919).
  - Jack Warden, acteur américain (° 18 septembre 1920).
- 2008 : Roger Rudel, acteur et doubleur vocal français, V.F. fréquente de Kirk Douglas, en particulier (° 14 décembre 1921).
- 2009 :
  - Frank McCourt, écrivain américano-irlandais (° 19 août 1930).
  - Henry Surtees, coureur automobile britannique (° 18 février 1991).
- 2010 : Cécile Aubry, écrivaine, scénariste, réalisatrice et actrice française (° 3 août 1928).
- 2011 : Jacques Jouanneau, acteur français notamment de théâtre dit de boulevard souvent aux côtés de Jacqueline Maillan (° 3 octobre 1926).
- 2014 : James Garner, acteur, réalisateur et producteur américain (° 7 avril 1928).
- 2016 : Laurence Pollet-Villard, actrice française (° 16 juillet 1970).
- 2019 : Rutger Hauer, acteur néerlandais (° 23 janvier 1944).
- 2021 : Kurt Clemens, Arturo Armando Molina, Ivan Noel, Jacques Rougeot, Chuck E. Weiss.
- 2022 :
  - Alain Bévérini, journaliste et réalisateur français (° 12 août 1940).
  - Rouslana Pysanka, actrice et animatrice de télévision ukrainienne (° 17 novembre 1965).
- 2023 :
  - Lajos Balázsovits, acteur hongrois (° 4 décembre 1946).
  - Philippe Doumenc, écrivain français (° 21 avril 1934).
  - Remigijus Valiulis, athlète de sprint soviétique puis russe (° 20 septembre 1958).
- 2024 :
  - Toumani Diabaté, musicien malien (° 10 août 1965).
  - Iryna Farion, linguiste et femme politique nationaliste ukrainienne (° 29 avril 1964).
  - Kevan Gosper, athlète de sprint australien (° 19 décembre 1933).
  - Sheila Jackson Lee, magistrate et femme politique américaine (° 12 janvier 1950).
  - Béla Melis, footballeur hongrois (° 25 septembre 1959).
  - Françoise Micheau, historienne française (° 25 février 1946).
  - Nguyễn Phú Trọng, homme d'État vietnamien (° 14 avril 1944).
  - Aldo Puglisi, acteur italien (° 12 avril 1935).
  - Ray Reardon, joueur de snooker gallois (° 8 octobre 1932).
  - Eliyahu Rips, mathématicien soviétique puis israélien (° 12 décembre 1948).
  - James C. Scott, professeur américain de sciences politiques et d'anthropologie (° 2 décembre 1936).
  - Wolfgang Smith, mathématicien, physicien, philosophe des sciences, métaphysicien américain (° 18 février 1930).
- 2025
  - Sergio Campana (football), ancien footballeur et avocat italien (° 1er août 1934).
  - Alain Anziani, homme politique français (° 30 mai 1951).
  - Giora Epstein, ancien général de brigade de l'armée de l'air Israélienne (° 20 mai 1938).
  - Béatrice Uria-Monzon, chanteuse d'opéra française (° 28 décembre 1963).
  - Ingvar Ambjørnsen, écrivain norvégien (° 20 mai 1956).
  - Altan Öymen, journaliste et homme politique turc, ancien ministre du tourisme et de la promotion (° 20 juin 1932).

## Célébrations

### Nationales
- Birmanie : fête des martyrs birmans en souvenir de l'assassinat d'Aung San et de ses six collègues en 1947 ci-avant et malgré la nouvelle tentative de putsch militaire de 2021/20.
- Colombie : día de los héroes de la patria y sus familias / « fête des héros de la patrie et de leurs familles ».
- Égypte antique : début / jour de l'an de l'Akhet ou Akhit désignant la première saison du calendrier nilotique (basé sur la crue du Nil), période d'inondations fécondes jusqu'au 15 novembre environ normalement.
- Negeri Sembilan (Malaisie) : anniversaire du monarque élu de l'État fédéré Yang di-Pertuan Besar.
- Nicaragua : día de la Liberación nacional / « fête de la libération nationale ».
- Roumanie (Union européenne) : journée nationale de la natation[6].

### Religieuses
Fêtes religieuses romaines : premier jour de Lucaria.

### Saints des Églises chrétiennes

#### Saints des Églises catholiques et orthodoxes
Référencés ci-après in fine, :
- Ambroise Autpert (° vers 730 - † 778 ou 784), officier de Pépin le Bref et précepteur du futur Charlemagne, higoumène (abbé) de Saint-Vincent sur le Volturno près de Bénévent en Campanie (Italie), écrivain ecclésiastique ( voir encore 7 décembre).
- Aurée († 856) -ou « Aura » ou « Aurea »-, vierge, martyre à Cordoue en Andalousie par la main de musulmans sous Mohammed Ier.
- Dios († 430), Moine de Constantinople.
- Épaphras (Ier siècle), l'un des septante / 70 disciples, compagnon de captivité de saint Paul.
- Macédonius, Théodule et Tacien († 362), Martyr à Meros de Phrygie sous Julien l'apostat.
- Macrine la Jeune († 379 ou 380) -ou « Macrine d'Annisa »-, sœur de saint Basile de Césarée et saint Grégoire de Nysse, petite-fille de Macrine l'Ancienne.
- Michel le Sabaïte (VIIIe siècle), Martyr.
- Théodore d'Édesse (VIIIe siècle), évêque byzantin.

#### Saints et bienheureux des Églises catholiques
référencés ci-après :
- Achille Puchala et Hermann Stepien († 1943), bienheureux, prêtres franciscains martyrs fusillés et brûlés par les nazis en Pologne.
- Bernold († 1054), évêque d'Utrecht sur le Rhin.
- Élisabeth Qin Bianzhi et Simon Qin Chunfu († 1900), Martyrs en Chine.
- Etienne del Lupo († v. 1191), Moine bénédictin.
- Jean Plessington († 1679), Prêtre et martyr anglais.
- Jean-Baptiste Zhou Wurui († 1900), Martyr en Chine.
- Pierre de Foligno, né Pierre de Crisci († v. 1323), saint pénitent qui vécut dans l'humilité et le dénuement, et qui trouva refuge dans le clocher de la cathédrale de Foligno.
- Stilla († 1150), Vierge consacrée et bienheureuse.
- Symmaque / Symmachus de Sardaigne († 514), 51e pape de fin 498 à sa mort en 514.

#### Saints orthodoxes
aux dates parfois "juliennes" / orientales :
- Militsa de Serbie († 1405), épouse de saint Lazare de Serbie ci-dessus, régente de Serbie puis moniale sous le nom d' Eugénie et moniale du Grand-Habit sous le nom d' Euphrosyne.
- Romain de Ryazan († 1270), Martyr.
- Séraphin de Sarov († 1833), moine russe.

### Prénoms du jour
Bonne fête aux Arsène, Arsenia, Arsénia, Arsenio, Arsénio, Arsenios, Arsenius.
Et aussi aux :
- Aura et ses variantes voisines d'Aurélie : Aure, Aurea, Aureguenn, Auriane, Aurianne, Aurore, Oria, Orianna, Orianne, Orna, Ornella, etc.
- Aux éventuels Épaphras et Symmaque contemporains.

## Traditions et superstitions

### Dicton
« À la Saint-Arsène, mets au sec tes graines. ».

### Astrologie
Signe du zodiaque : 28e jour du signe astrologique du cancer.

## Toponymie
Plusieurs voies, places, sites ou édifices de pays ou régions francophones contiennent cette date sous diverses graphies : voir Dix-Neuf-Juillet .